# Каланшо

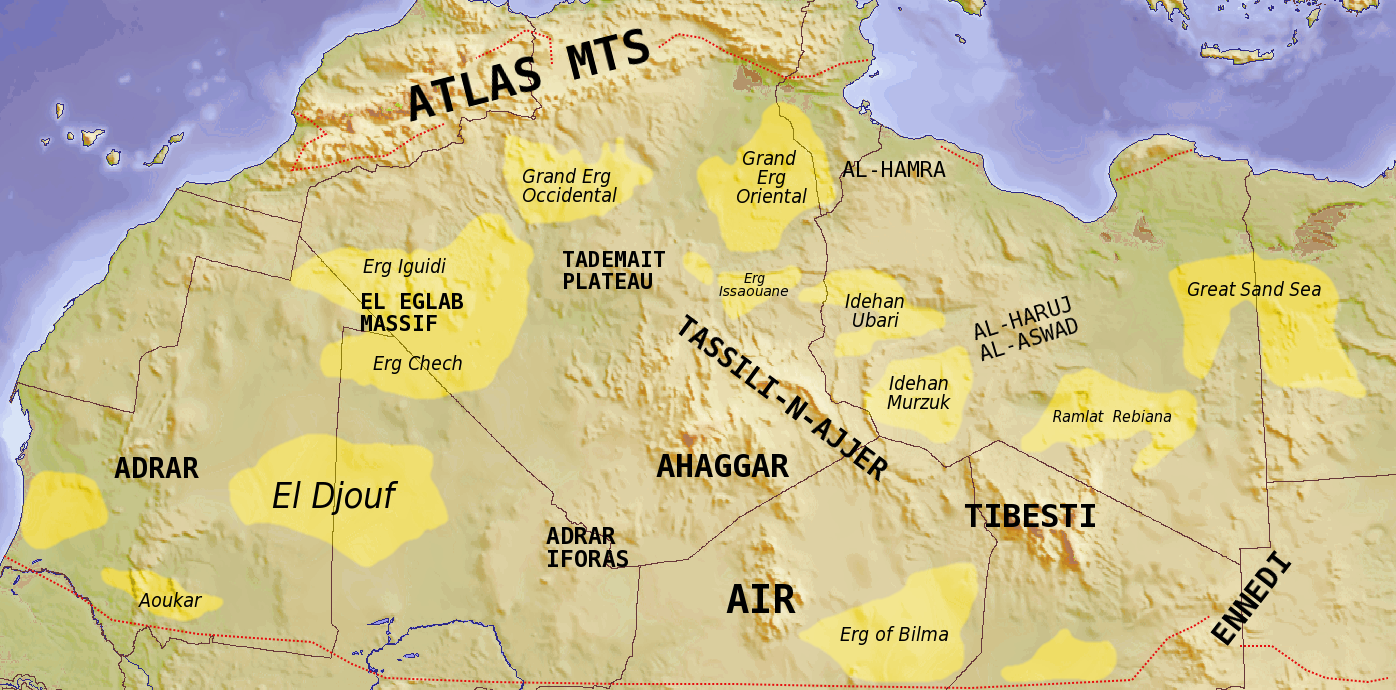
Основные песчаные массивы Сахары

Пески Каланшо (англ. Calanshio Sand Sea, араб. سرير كلنسيو الرملي الكبير‎, лат. Sarir Kalanshiyu ar Ramli al Kabir) — это песчаный пустынный регион, расположенный в Ливийской пустыне, муниципалитет Эль-Куфра провинции Киренаика, в восточной Ливии. Имеет площадь около 62 000 км². Песчаные дюны простираются от оазисов Джагбуб и Джалу на севере и до оазиса Куфра на юге, достигая длины в 500 км.
Эрг Каланшо лежит параллельно Большому песчаному морю и соприкасается с ним на своих северных оконечностях. Они имеют дюны высотой до 110 м, которые ориентированы примерно в направлении север-юг и создаются ветром.
Каланшо — это место исчезновения во время Второй мировой войны «Либерейтора» B-24 с собственным именем «Lady Be Good». Его обломки были обнаружены в 200 километрах (120 милях) к северу от Куфры, через 15 лет после того, как в 1943 году он пропал без вести. Когда у самолета стало заканчиваться топливо, экипаж, полагая, что находится над морем, покинул самолёт на парашютах и потерялся. Приземлившись в Ливийской пустыне, лётчики почувствовали северо-западный ветер. Подумав, что они были недалеко от Средиземного моря, команда направилась навстречу ветру, надеясь, что это приведёт их к безопасности. Однако, члены экипажа ушли вглубь страны, отдалившись более чем на 640 км от Средиземного моря, и, пройдя 130 км с минимальным количеством воды, медленно умерли от обезвоживания в таком сухом месте, что даже пустынные бедуины отказываются туда заходить.